# Kunde

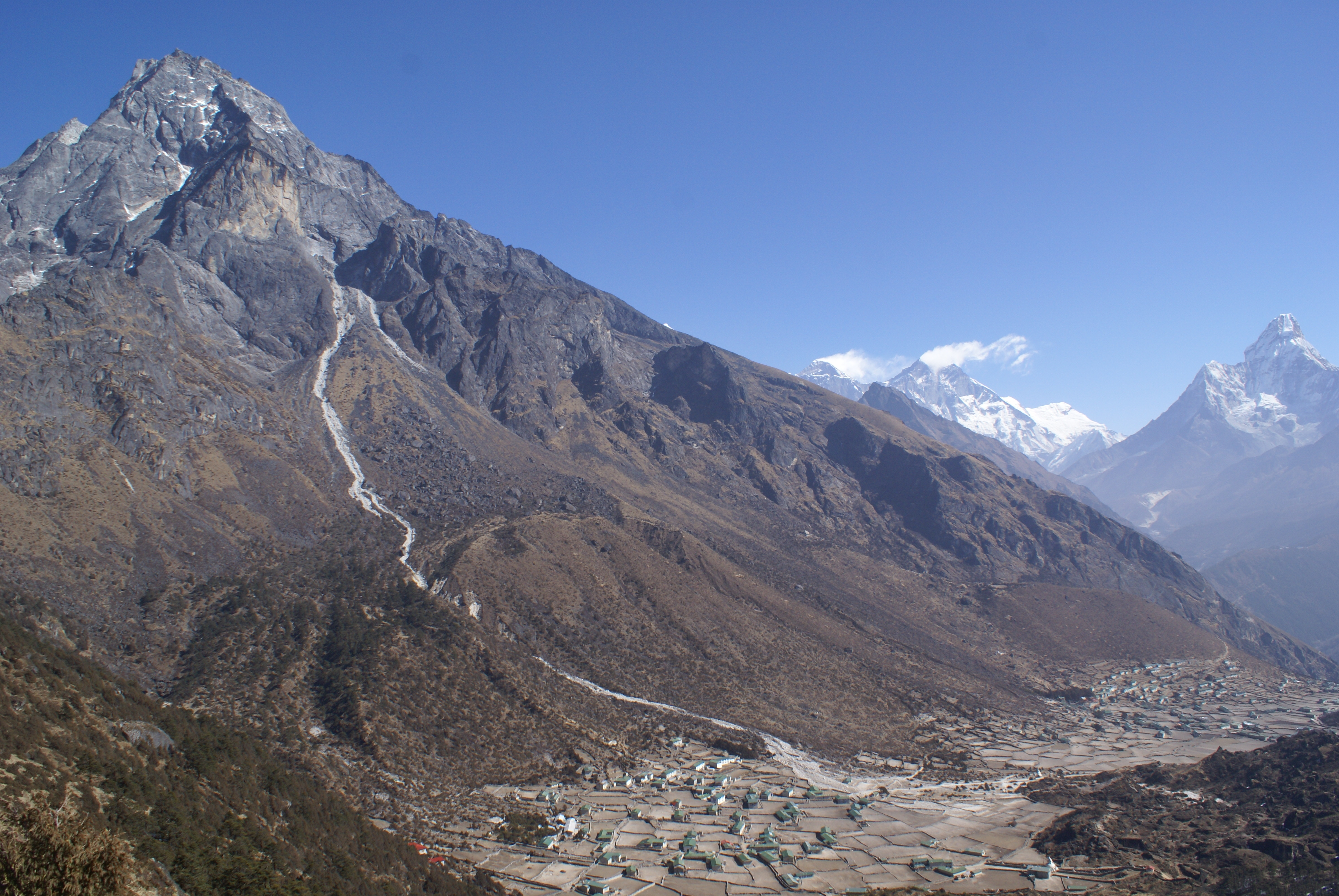
O monte Khumbila com os vilarejos de Khumjung e Kunde, com o Everest, Lhotse and Ama Dablam ao fundo.

Kunde é um vilarejo localizado no Parque Nacional de Sagarmatha, na região do Khumbu. É classificado pela UNESCO como  Património Mundial da Humanidade desde 1979.
Encontra-se no mesmo vale do vilarejo de Khumjung, no sopé do monte Khumbila, montanha sagrada dos sherpas. O vale está localizado em uma altitude que varia entre 3800m a 4000m acima do nível do mar, estando Kunde localizado na parte ocidental deste. O vilarejo está localizado a menos de 25 km do Monte Everest. Ele é acessado por trilhas que iniciam em Namche Bazaar e que conduzem aos Lagos Gokyo ou ao Campo Base do Everest. Nele, encontra-se o Kunde Hospital, fundado por Sir Edmund Hillary em 1966.